# Paul Schwandt

Paul Schwandt, 1913

Paul Heinrich Johann Albano Schwandt (* 10. Januar 1887 in Ludwigslust; † Mai 1920 zwischen Stolp und Elbing über der Ostsee) war einer der ersten Flugzeugführer in Mecklenburg.

## Leben
Paul Schwandt war Sohn des Ludwigsluster Kaufmanns Paul Wilhelm Johann Schwandt und dessen Ehefrau Lisette Henriette Christiane „Betty“ geborene Müller. Er erwarb am 20. Mai 1911 in der Fliegerschule von Hans Grade das Deutsche Flugzeugführerlizenz Nr. 85 und gewann zwei Wochen nach dem Erwerb seines Pilotenscheines während einer Johannisthaler Flugwoche mehrere Preise. Mit Hilfe seines Vaters erwarb er ein eigenes Flugzeug mit 8,5 Metern Spannweite und einem 24 PS starken Motor und eröffnete damit eine eigene Fliegerschule. Dieses Unternehmen musste er wegen fehlender Finanzmittel wieder aufgeben. 1911 eröffnete er mit Kunstflügen das Flugfeld Schulzendorf. Bis zum Ausbruch des Ersten Weltkrieges verdiente er sein Geld mit Rekordflügen. Während des Krieges war Schwandt als Einflieger und Fluglehrer im Einsatz. Dann wurde er Schulungsleiter und Chefpilot der AEG in Nieder Neuendorf und bildete hier für die Feldpilotenprüfung aus. Am 30. Juli 1919 erreichte er auf einem umgebauten Bomber AEG G V mit acht Passagieren einen inoffiziellen Höhenweltrekord von 6100 Metern. Im Mai 1920 eröffnete die Deutsche Luft-Reederei eine Fluglinie nach West- und Ostpreußen als Verbindung zwischen Stolp und Elbing unter Umgehung des polnischen Korridors. Zur Umgehung wurde das Gebiet über der Ostsee einbezogen. Im Mai 1920 flog Schwandt Abstimmungsberechtigte nach Elbing. Beim Rückflug nach Stolp wurde sein Flugzeug vermutlich von polnischen Militärs abgeschossen.